# Castillon-Massas
Castillon-Massas är en kommun i departementet Gers i regionen Occitanien i sydvästra Frankrike. Kommunen ligger i kantonen Jegun som tillhör arrondissementet Auch. År 2022 hade Castillon-Massas 225 invånare.

## Befolkningsutveckling
Antalet invånare i kommunen Castillon-Massas
Referens:INSEE